# 标准海事通信用语
标准海事通信用语（英語：Standard Marine Communication Phrases，簡稱SMCP）是一系列的由国际海事组织（IMO）开发的在国际海事领域内通用的英语词汇。
标准海事通信用语旨在解决以下两个问题：
1. 船际通信——船只与船只和/或船只与陆基的通信；
2. 船上通信——船只内部的通信。

## 背景
2001年11月的国际海事组织第22次大会上，标准海事通信用语获得通过并被用在全球各个领域的海上交流以及海事教育。
标准海事通信用语包括各种覆盖了在船-岸、船-船和船内通信中使用到的最重要的安全相关的短语和词汇。它的使用打破了海事通信领域的语言障壁，同时减少了由于沟通不畅引发事故的概率。

## 例证
- 描述已经无人的弃船时，标准海事通信用语的用法是：

“unlit derelict vessel adrift in vicinity (date, time and position if known)”

- 表达被困在浮冰中需要援助时：

“I am fast in ice. I require assistance”.
- 说明由于触冰导致船体损伤时：

“I have developed stability problems, heavy icing. Request ice breaker assistance”.
- 通告船只正在沉没时：

“I am sinking. Please proceed to my assistance. What is your ETA at our distress position?”

## 延伸阅读
smcpexamples.com